# 智威汤逊
智威汤逊（英語：J. Walter Thompson）是一家美国广告公司，也是世界上第一家广告公司。

## 历史
1864年成立于美国纽约，1987年被WPP集团收购。
2018年11月26日WPP集团宣布将其与伟门合并，成为偉門·智威。